# Sensa
Sensa este o revistă trimestrială pentru femei din România, lansată în iunie 2010 de grupul Sanoma Hearst România.
Sensa este o licență Adria Media Zagreb, care a fost lansată în Croația în 2007, ulterior apărând în Germania și Serbia.